# Јован Бабунски
Јован Стојковић — Бабунски (Мартолци, 25. децембар 1878 — Велес, 17. фебруар 1920), познат као Војвода Бабунски, био је српски четнички војвода и командант током борбе за Македонију и Стару Србију, Балканских ратова и Првог светског рата. Након убиства његовог брата и синовца од стране бугарске Унутрашње македонске револуционарне организације (ВМРО), тражећи освету, придружује се четничким одметницима међу којима убрзо постаје командант четничких јединица у долини реке Вардар, где се са својим саборцима сукобљава са бугараским и османским снагама.
Надимак Бабунски је добио по планини Бабуни на којој је четовао 1905—1908. Песму посвећену војводи Јовану Бабунском Спремте се спремте четници или Српска ми труба затруби написао је одмах после борбе у селу Дренову 1907. Јован Грковић Гапон.
Након избијања Првог балканског рата придружује се Српској војсци у коме током борбе у селу Стревица бива рањен. Током Другог балканског рата налазио се у саставу српског добровољачког одреда са којим се бори у Бици на Брегалници. Током Првог светског рата, Бабунски и његов четнички одред се бори против аустроугарских снага 1914, а касније и на Солунском фронту где је Бабунски одликован од француског генерала Луја Франша д' Епереја након заробљавања два немачка торпедна чамца са посадама. После рата, Бабунски са својим јаким снагама од 250 бораца помаже нове српске власти у гушењу бугарашког отпора у околини македонских места, Битоља и Тиквеша. Сматра се за једног од најславнијих четничких војвода из тог доба, Бабунски је умро у Велесу 1920.
Лик и дело војводе Бабунског је било забрањено помињати и славити у Социјалистичкој Југославији иако је имао немерљив допринос за сједињење Србији и Југославији Вардарске Македоније, која ће касније за разлику од Егејске и Пиринске једина сачувати свој културни идентитет. За разлику од бугарашких војвода користио се и писао на чистом данас познатом македонском народном језику који је он сматрао за старосрпски језик.

## Биографија
Родио се у селу Мартолци у области Азот код Велеса. Основну школу је завршио у селима Оморану, Богомили и Војници. У Велешкој гимназији бугарски учитељ га уписује као Ивана Стојкова, након чега га отац шаље у Србију на школовање. Завршава нижу гимназију у Ваљеву, након чега постаје питомац Друштва Светог Саве. Као питомац овог друштва које је школовало ђаке из Старе Србије и Македоније похађа богословску учитељску школу у Београду. По завршеној школи враћа се у Азот где постаје учитељ у селу Теову.
Као српски учитељ трпео је притиске ВМРО-а. Након што су му припадници ВМРО убили брата и синоваца у Мартолцу 1905. одлучује да се одметне и придружи српским четницима Глигора Соколовића и Темељка Барјактревића који су се у Азоту појавили још крајем 1904. године. Априла 1905. долази у Азот заједно са четом Стевана Недића Ћеле и Сретена Рајковића. Код села Ореше долази до сукоба с четом ВМРО-а под командом Стевана Димитрова, која бива уништена до последњег човека након што су је опколили Глигор, Темељко и Бабунски. Као војвода Јован Бабунски води више борби са четама ВМРО-а и турском војском на Мовнатецу, Куртовом камену, Ножу и многим другим. Из сваке борбе излазио је као победник.

### Ослободилачки ратови
Када је 1908. године у Турској извршен преврат и када су дошли на власт Младотурци, прогласили су Устав и опште помирење, војвода Бабунски је неко време прекинуо четовање. Међутим, балкански чир се није могао лечити фразама. Младотурци су ухапсили војводу Бабунског, али је успео да побегне у Србију. Године 1912. за време Првог балканског рата, у одреду Војводе Вука учествује у борбама на Стревици где бива рањен. У Другом балканском рату учествовао је у Добровољачком одреду у бици на Брегалници.
По избијању Првог светског рата Бабунски формира Савски четнички одред, касније преименован у Руднички четнички одред под командом мајора Војислава Танкосића. Овај одред примио је на себе прве ударе аустроугарске војске. Одред је између осталог разнео железнички мост на Сави. Након победа на Церу и Колубари 1914. комитет у Софији по наговору Беча убацује чете у тадашњу Јужну Србију. Српска влада формира четничке одреде за сузбијање терористичких делатности ових чета. За команданта ових антитерористичких и потерних одељења постављен је Јован Бабунски. Уочи напада Бугарске и Немачке 1915. српска влада чете и потерна одељења преформира у Летећи жандармеријски одред под непосредном командом Врховне команде. Овај одред под командом Бабунског добио је задатак да у Качанику спречи продор бугарске 3. дивизије. Одред је са великим губицима успео месец дана да спречи пролазак Бугара. По повлачењу српске војске Летећи одред се повлачи заједно са француском војском. На Солунском фронту 1916. одред Бабунског бива придружен Првој армији и распоређен на одсек код Преспанског језера. У борбама са Бугарима и Немцима на овом сектору Бабунски и његов одред се истичу хватањем непријатеља иза линије фронта и прикупљању информација. Након заробљавања два немачка торпедна чамца бива одликован од француског генерала Франше де Епереа.

### Смрт и наслеђе
Умро је 17. фебруара 1920. године од Шпанског грипа.
Удружење резервних официра и ратника подигло му је споменик у Велесу (у виду гранитног зарубљеног обелиска на коме је орао са раширеним крилима, а на средини овал са његовим портретом), откривен 29. октобра 1924. године на пригодној церемонији. На откривање, као и на сахрану, дошао је и изасланик регента Александра (каснијег краља ујединитеља). Бугари су, по свршетку Априлског рата 1941. године, порушили споменик, а војводин гроб раскопали и кости расули.

## Четничка песма
Песму посвећену војводи Јовану Бабунском Спремте се спремте четници или Српска ми труба затруби написао је одмах после борбе у селу Дренову 1907. године Јеремија - Јован Грковић познат данас још по конспиративном имену Гапон, бивши монах и четник (рођен у Ораховцу близу Призрена 1879. године, погинуо у Кумановској бици 1912. године). Песма постаје веома популарна после Првог светског рата међу Србима у Сједињеним Државама. Прва верзија песме под називом Комитска песма снимљена је 23. јула 1924. године у Ричмонду, Индијана, месту које је тада било познато по јаком белачком покрету Кју-клукс-клану, али и као место где су снимане прве џез нумере. Песму је отпевао Васа Буквић у пратњи „Југословенског тамбурашког друштва”. Друга верзија песме снимљена је већ наредне године, у новембру 1925. године, у интерпретацији Душана Јовановића и пратњи тамбурашког оркестра „Орао” за Колумбија фонографску компанију. Трећа верзија је такође снимљена у Сједињеним Државама јула 1942. године у извођењу Еда Љубића и уз овог пута пратњу дувачког оркестра „Виктор”, а за истоимену радијску компанију. Четврта верзија снимљена је после, Другог светског рата, 1950. године у извођењу Раше Раденковића, предратног београдског шлагер и радијског певача, и Мирка Марковића, за Сунарт (сунчеву уметност). Ово је прва песма на српском која је снимљена уз пратњу електричне гитаре која у то доба, 1950-их, постаје основни инструмент за бројне оркестре и бендове. Такође, исте године Раша Раденковић је снимио песму посвећену војводи Бабунском "Не ли те је жалба".
2018. године, на 100. годишњицу од завршетка Првог светска рата, Милан Мића Петровић, снимио је песму Јован Бабунски.
Занимљиво је да му је праунук некадашњи југословенски и македонски фудбалер и актуелни тренер Бобан Бабунски, а чукунунук фудбалер Црвене звезде Давид Бабунски.

## Признања
- Од српских одликовања награђен је споменицом Балканских ратова, Споменицом великог рата, Албанском споменицом и Карађорђевом звездом.[15]
- Одликован је Француским крстом са три палме две Легије части и руским орденом Светог Ђорђа четвртог степена.
- Улице у Нишу и Београду носе име Војводе Бабунског.[16]